# Clash Quest
Clash Quest és un joc d’estratègia per a dispositius mòbils d’un jugador que actualment es troba en la seva fase final de desenvolupament creat per l'empresa finlandesa Supercell. El joc consisteix a atacar per torns amb un nombre limitat de tropes i destruir el nombre més gros de defenses possibles. Va ser llançat el 6 d’abril de 2021 i avui dia està en la seva fase beta i està disponible per a dispositius iOS (iPhone 8 i superiors) i dispositius Android als següents països: Noruega, Suècia, Finlàndia, Dinamarca i Islàndia. En trobar-se en Beta, els que es trobin als països dits anteriorment podran jugar-lo abans que surti de manera global, perquè així l'empresa desenvolupadora pugui solucionar errors en el joc o acceptar suggeriments de qui el prova per a millorar-lo. També, si no compleix amb les expectatives, podria ésser eliminat i, per tant, no hi hauria un llançament global.

## Història
A finals de 2020, hom creu que Supercell havia donat algunes pistes molt amagades (principalment en les animacions d'altres jocs) sobre possibles nous llançaments que arribarien l’any següent, però no va ser confirmat res ni és oficial. A finals de març de 2021, hom va començar a fer filtracions, sobre possibles títols que estaria desenvolupant Supercell de forma secreta.
Finalment, el joc va ser anunciat el 2 d’abril de 2021 amb dos jocs més, (Clash Mini i Clash Heroes) per cortesia de Supercell. Seth, un dels dissenyadors de Clash Royale i Clash of Clans, va afirmar que era la primera vegada que anunciaven un joc en una fase tan primerenca de desenvolupament. No obstant això, va ésser publicat tan sols quatre dies després en la seva versió beta, pendent d’un llançament global.
En l’anunci, van mostrar un xic la consistència de cada joc i també van anunciar que Clash Quest estava encara en desenvolupament a Hèlsinki, Finlàndia.

## Joc
L’objectiu de Clash Quest és oferir una nova perspectiva a l’univers Clash. És un joc molt simple i fàcil d’entendre, però a mesura que t’hi endinses es torna més complicat. Com que pertany a l’univers Clash, els seus personatges són coneguts a causa de la seva aparició en altres jocs de la franquícia. A més, els seus atacs i objectius són similars als d'altres jocs, per la qual cosa ja ens semblarà familiar. També compta amb sis encanteris i cinc llibres. Aquesta és la llista d’elements desblocables:
| Tropes Disponibles | Encanteris  | Llibres |
| ------------------ | ----------- | ------- |
| Bàrbar             | Bola de Foc | Swap    |
| Arquera            | Coet        | Charge  |
| Màgic              | Descàrrega  | Retreat |
| Príncep            | El Tronc    | Rush    |
| Gegant             | Fletxes     | Reversa |
| Follet             | Curació     |         |
| P.E.K.K.A.         |             |         |
| Bombarder          |             |         |
| Drac Nadó          |             |         |
| Esbirros           |             |         |

## Recompenses[3]
A mesura que hom avança en el joc, donen diverses recompenses, com ara: or, elixir, Quest Tokens, gemmes i caixes.
L’or serveix per a millorar de nivell les teves tropes i per a comprar objectes a la botiga.
Els Quest Tokens serveixen per a poder continuar jugant encara que no et resti Quest Energy.
Les gemmes serveixen per a comprar objectes i avançar el teu progrés dintre el joc.
Les caixes són dels objectes més valuosos, ja que donen tropes, encanteris i llibres extres per a totes les altres partides. Però també poden donar objectes que fan a una tropa més poderosa i útil.

## Nivells
Per a fer més fortes les teves tropes, cal or i elixir.
| Nivell al qual pujar | Or          | Elixir       |
| -------------------- | ----------- | ------------ |
| Nivell 1-2           | 1200 d'or   | 4 d'elixir   |
| Nivell 2-3           | 2500 d'or   | 8 d'elixir   |
| Nivell 3-4           | 5000 d'or   | 12 d'elixir  |
| Nivell 4-5           | 8000 d'or   | ? d'elixir   |
| Nivell 5-6           | 16000 d'or  | 40 d'elixir  |
| Nivell 6-7           | 28000 d'or  | 70 d'elixir  |
| Nivell 7-8           | 50000 d'or  | 100 d'elixir |
| Nivell 8-9           | 80000 d'or  | 150 d'elixir |
| Nivell 9-10          | 120000 d'or | 200 d'elixir |